# Diana Budisavljević
Diana Budisavljević (rođ. Obexer) (Innsbruck, 15. siječnja 1891. – Innsbruck, 20. kolovoza 1978.), bila je hrvatska humanitarka austrijske nacionalnosti, nezavisna socijalna aktivistica.
Tijekom Drugoga svjetskog rata u razdoblju od 1941. do 1945. godine potaknula je i organizirala spašavanje iz ustaških koncentracijskih logora, sudjelovala u zbrinjavanju te vodila sustavne podatke o oko 12.000, uglavnom srpske djece te njihovih majki s područja Korduna i Kozare. Djeca - koja su od roditelja bila uglavnom odvojena zbog odvođenja njihovih roditelja na prisilni rad u Njemačku, nakon što bi civilno stanovništvo u selima nastanjenim Srbima bilo odvođeno u akcijama protiv partizana -  nerijetko bi se našla na posve nepodesnoj brizi ustaških vojnih postrojbi; čak u barakama sustava logora Jasenovac; gdje su higijenski i svi drugi uvjeti bili posve neuvjetni za boravak djece, te je pobol od teških zaraznih bolesti bio čest. Diana Budisavljević je mnogo doprinijela pokretanju i novčanom podupiranju postojećeg sustava civilnih ustanova, uspostavi novih bolničkih kapaciteta i poticanju udomljavanja djece po obiteljima, koje je provedeno putem mreže ustanova Katoličke crkve.
U svojoj važnoj akciji tijekom II. svjetskog rata, imala je podršku uglednih pripadnika srpske zajednice u Zagrebu, Hrvatskog Crvenog križa, Caritasa Zagrebačke nadbiskupije, časnih sestara Milosrdnica sv. Vinka Paulskog, mnogih medicinskih radnika, te činovnika u državnim institucijama nadležnima za socijalnu skrb.

## Životopis
Rodila se i školovala u Innsbrucku, Austrija. Nakon završene srednje škole udala se za doktora Julija Budisavljevića te se s njim 1919. preselila u Zagreb. Po osnutku Medicinskog fakulteta, Budisavljević je zasnovao Zavod za kirurgiju te je imenovan profesorom kirurgije.
Saznavši za stradanje srpskih žena i djece u ustaškom logoru Loborgrad, u jesen 1941. godine, Diana Budisavljević sa skupinom suradnika organizira "Akciju Diane Budisavljević" kako ju je sama nazvala. Akcija je okupila pretežno Srbe iz Zagreba, te je izdvajanjem novčanih sredstava prikupljenih među zagrebačkim Srbima, organizacijskim naporom i aktiviranjem socijalnih veza postigla da Hrvatski Crveni križ i nadbiskupski Caritas, te Sestre milosrdnice provedu veliku akciju spašavanja srpske djece čiji su roditelji bili odvođeni na prisilni rad u Njemačku. Diana Budisavljević je putem prof. Kamila Breslera osigurala presudno važnu podršku Ministarstva udružbe NDH, a putem kontakata s niže rangiranim njemačkim časnicima također i suradnju s njemačkim vlastima koje su djelovale u Zagrebu, te nužni kontakt s Eugenom Didom Kvaternikom, koji je naredio sebi podređenim ustašama u Sabirnom logoru Jasenovac da predaju djecu Hrvatskom Crvenom križu.
Nakon kraja II. svjetskog rata se posve povukla iz javnog života. Pokušavala je neko vrijeme pomagati roditeljima djece koji su tražili podatke, ali su joj komunističke vlasti bile posve zatvorile vrata, a s kartotekom i fotografijama djece koje im je predala su nemarno postupali, što je jako otežalo pronalaženje djece. 
Od 1972. godine pa do kraja života 1978. godine ponovno živi u rodnom Innsbrucku.
Dijana je svjedočanstvo o svom djelovanju pretočila u dnevnik kojeg je počela pisati nakon rata temeljem nekih prethodnih bilježaka dok su njezini zapisi o događajima i ljudima pod utjecajem kasnijih zbivanja i promjena njezinih odnosa s tim osobama, tako da su naglašeno subjektivni i stoga ih treba kritički propitivati. Dnevnik započinje 23. listopada 1941. godine, a završava 7. veljače 1947. godine te svjedoči o njezinoj izuzetnoj hrabrosti, upornosti, humanosti i nesebičnosti. Brigom Dianine unuke, psihologinje dr. Silvije Szabo, sačuvana je dokumentacija i dnevnik na osnovu kojih je Hrvatski državni arhiv izdao knjigu Dnevnik Diane Budisavljević, 2003. godine. Silvija Szabo je prevela Dnevnik, koji je napisan njemačkim jezikom, na hrvatski jezik.

## "Akcija Diane Budisavljević"
Tijekom rata je bilo mnogo izbjeglištva unutar NDH. Kao osobiti problem pojavilo se pitanje djece srpskih roditelja, koja su nerijetko bila odvojena od roditelja tijekom protupartizanskih akcija osovinskih vojnih snaga, od kojih je najveća bila Bitka na Kozari. Kod akcija "čišćenja" su njemačke snage odraslo stanovništvo srpske narodnosti - u čijim su se selima uglavnom opskrbljivale snage NOVJ - često odvodili na prisilni rad u Njemačku, a djecu bi ostavljali na brigu vlastima NDH. U Logorima su uvjeti života bili loši, te su djeca - koja su onamo nerijetko dolazila već pothranjena i bolesna zbog uvjeta u zbjegovima tijekom ratnih operacija - bila u teškim i po život opasnim uvjetima.
Djelatnost Diane Budisavljević se sastojala od skupljanja i slanja pomoći u novcu, hrani, odjeći i lijekovima zatočenim ženama i djeci u logorima Loborgrad, Gornja Rijeka, Stara Gradiška, Jasenovac, Mlaka i Jablanac; zatim od izvlačenja i prijevoza majki i djece iz logora; od udomljavanja nezbrinute logoraške djece u zagrebačke, jastrebarske i sisačke obitelji, kao i u dječje domove i bolnice te prikupljanju pomoći za njihovo uzdržavanje. Osim toga, vodila je sustavnu i složenu kartoteku evidencije djece što je omogućilo njihovo ponovno spajanje s majkama i očevima koji su bili slani na prisilni rad u Njemačku. Grupu ljudi okupljenih oko nje je ispravno nazivati Akcija Diane Budisavljević - kako je to ona sama činila.
Osim brige za goli život i preživljavanje, Diana Budisavljević je nastojala sačuvati identitet djece i tako omogućiti njihov povratak obiteljima.
Podršku su Budisavljević pružili:
- Židovska bogoštovna općina u Zagrebu koja je posredovala u slanju pomoći zatočenim ženama i djeci u logorima,
- sestre Hrvatskog Crvenog križa koje obavile većinu posla u preuzimanju djece od ustaša u logorima i drugdje, prijevozu i skrbi za djecu do njihove predaje domovima ili hrvatskim obiteljima na skrb,
- prihoda karitativne organizacije "Unutarnji jugoslavenski front" kojom je upravljao arhitekt dr. Marko Vidaković, a koja je humanitarna udruga bile osnovana prije rata, te je raspolagala kapitalom koji je stvarao znatne prihode koji su korišteni za pomoć djeci. Humanitarna organizacija ispočetka nije imala dozvolu za humanitarni rad izdanu od vlasti NDH, te je stoga pomoć u prvo vrijeme upućivala pod imenom Židovske bogoštovne općine, koja je dozvolu imala. Kasnije su Diana Budisavljević i suradnici dobili potrebne dozvole vlasti,
- Kamilo Bresler, koji je kao visoki činovnik u Ministarstvu udružbe uspio osigurati službena odobrenja za akciju spašavanja djece,[10]
- časne sestre milosrdnice, koje su u Jastrebarskom vodile glavni prihvatni dom u kojem su isprva prihvaćena i uglavnom uspješno liječena djeca od kojih je većina bila izgladnjela i u po život opasnom zdravstvenom stanju,[11]
- Caritas Zagrebačke nadbiskupije na čelu s ravnateljem Stjepanom Dumićem i msg. Pavlom Jesihom koji je organizirao smještaj djece u raznim crkvenim objektima u Zagrebu i potom udomljavanje djece po obiteljima.[12]

## Daljnji događaji
Njezina akcija zbrinjavanja djece stradalih u 2. svjetskom ratu pridonijela je uspostavljanju socijalnog rada kao profesije u Hrvatskoj 1952. godine, osnutkom Više škole za socijalne radnike u Zagrebu. Njezin rad se smatra pretečom svih značajnih aspekata Konvencije o pravima djeteta kad se radi o djeci u ratu.
Komunističke vlasti su Diani Budisavljević oduzele znatni dio imovine i sumnjičavo se odnosile prema njoj. Nije joj bilo dano nikakvo društveno priznanje.
Njena unuka prof. dr. Silvija Szabo govori o svojem doživljaju djela Diane Budisavljević:
"Prema onome što sam do tada čula, vjerovala sam da je baka tijekom rata pomagala u skrbi za djecu iz logora. Budući da ona nikada nije o tome pričala, nije mi padalo na pamet da je njezina uloga bila tako važna. Znam da je bila u kontaktu s prof. Breslerom do njegove smrti... Tek nakon bakine smrti, sređujući jednu ladicu s njezinom odjećom, vidjela sam da se u njoj nalaze i neki materijali zamotani u pakpapir na kojem je pisalo 'Aktion DB.' Tek izlaženje feljtona u Vjesniku potaknulo me da pogledam što je to umotano i vidjela da je to dnevnik, odnosno kako je to baka naslovila "Izvještaj o radu Akcije D.B." Iz sadržaja tog feljtona proizlazilo je da je moja baka bila zaposlena u Crvenom križu i da je po nalogu Partije ishodila dozvolu za odvođenje djece iz logora. Znala sam da moja baka nije niti radila u Crvenom križu niti je radila po nalogu Partije. Tek tada (1983. godine) sam pročitala dnevnik."
Kamilo Bresler je 1947. godine sačinio izvješće od 18 stranica, pod naslovom 'Spašavanje kozaračke djece 1942. godine'. Tekst je K. Bressler posvetio Diani Budisavljević, ali je u tekstu uvijek spominje kao "gospođu D."; možda je tako D. Budisavljević - koja je s Breslerom ostala u kontaktu do njegove smrti - sama tražila. Tekst je postao javno dostupnim tek 1990. godine, kada je objavljen u sastavu knjige Ć. Petešića "Dječji dom u Jastrebarskom (1939-1947.)" (izdanje Kršćanska sadašnjost, Zagreb).
Diana Budisavljević je u desetljećima komunizma posve privatna osoba, a i njeni suradnici iz Akcije i drugih udruga ostaju tihi. Dragoje Lukić, jedno od spašene djece s Kozare, piše 1979. godine kako je uspio saznati: "Onaj stari ormar s 56 fioka, u svakoj po hiljadu kartica, još je tu. Sve je u njemu propisno složeno, po redu i slovu abecede. Mlada službenica je počela da govori o registraturi sve što je znala: 'Tada su ustaše otimale djecu od majki, dojenčad iz naručja. Onda je Mjesni komitet Partije pokrenuo onu poznatu akciju za spasavanje djece iz logora. Na zagrebačkom kolodvoru, u stvari na Senjaku, nedaleko od današnje autobuske stanice, organizovano je, pod pokroviteljstvom Crvenog krsta, veliko prihvatilište za djecu i raskužna postaja. Ustaše, kada su otimale djecu, nisu zapisivale njihova imena. Ovdje je počelo to prvo evidentiranje i živih i mrtvih zajedno. Odmah su štampani obrasci za kartoteku i izrađene metalne pločice s brojevima za najmanju djecu. S njima je bilo najteže, jer o sebi ništa nisu mogla da kažu. Onda su sestre Breda i Verona Kogoj upisivale samo ono do čega su i same mogle doći. To su one hiljade kartica s upisanim oznakama: 'Gradišić', 'Transport iz Stare Gradiške' 'N. N.', 'Nahodče', negdje je upisano samo ime ili poneki osobeni znak. Pred svoje bjekstvo ustaše su uništile onu kartoteku što se nalazila u Ministarstvu udružbe. Ali, Dijana Budisavljević, hrabra žena, koja je kao aktivistkinja Partije značajno doprinijela za spasavanje djece, sačuvala je jedan primjerak kao dokaz monstruoznog zločina nad djecom...“.
Mlada službenica o kojoj Lukić govori očito svoja iskrivljena "saznanja" crpi izravno ili posredno iz knjige "Žene Hrvatske u Narodnooslobodilačkoj borbi" (Šoljan, 1955.), gdje se organizaciju izvlačenja djece iz koncentracijskih logora pripisuje zagrebačkoj organizaciji Komunističke partije Hrvatske, a Dijanu Budisavljević se spominje tek kao jednu od suradnica (i to kao komunističku aktivisticu) - dok se važne zasluge u tom poduhvatu pripisuju Tatjani Marinić,  komunistici koja je nakon kraja NDH zamijenila Kamila Breslera na njegovom mjestu u ministarstvu; dakle osobi koja je u ime komunističke vlasti oduzela kartoteku o djeci od Diane Budisavljević i zabranila njoj i njenim suradnicama da pristupaju podatcima.

## Priznanja
Diani Budisavljević u čast su zadnjih godina nazvana tri parka: u Zagrebu, Sisku i Beču, a ulice nazvane po njoj su u Beogradu na Dedinju, Prijedoru, Bosanskoj Dubici i Bosanskoj Gradišci. 
Nakon 66 godina od završetka Akcije Diane Budisavljević, postumno je odlikovna. Prvo joj je u rodnom Inssbrucku 2011. dodijeljen Orden II reda, a potom i u Srbiji, 2012. godine zlatna medalja Miloš Obilić za hrabrost i djela osobnog herojstva i 2013. odlikovanje Carica Milica koje dodjeljuje Srpska pravoslavna crkva, za plemenitost i humanitarni rad. 
U Hrvatskoj je Hrvatski državni arhiv 2003. godine objavio knjigu Dnevnik Diane Budisavljević 1941. – 1945., a u Srbiji je, deceniju kasnije (2013.), izašla knjiga Boška Lomovića Knjiga o Dijani Budisavljević. Pošto je izdavačka kuća iz Innsbrucka Tyrolia smještena u kući obitelji Obexer, ljudi iz ove izdavačke kuće su čuli za Dianu i zamolili su svog suradnika Wilhelma Kuehsa da napiše roman o Diani. Tako je 2017. objavljena knjiga Dianas liste (Dianina lista), koja je iste godine objavljena i na srpskom jeziku. U rodnom Innsbrucku nije dobila spomen-ploču na kući, iako je takav zahtjev bio upućen gradskim vlastima. 10. ožujka 2019. na Međunarodnom sajmu knjiga u Novom Sadu održana je promocija knjige o Diani Budisavljević, pod nazivom Djeca u logorima Nezavisne države Hrvatske, autorice Danice Kaće Čolović.
U Srbiji je snimljen dokumentarni film Dianina djeca i održana je istoimena izložba od 15. svibnja - 14. lipnja 2018. godine u Domu vojske Srbije u Beogradu, o Dianinom humanitarnom radu. Srbijanska glumica Jelena Puzić glumi u monodrami o Dianinoj akciji, Pu spas za sve nas, a predstave su održavane na različitim mjestima: Narodno kazalište u Beogradu, Ustanova kulture Vuk na Zvezdari, ljetna scena na Kalemegdanu, kripta katedrale sv. Ivana Vladimira u Baru, u Bosanskoj Gradišci, Innsbrucku...  U Hrvatskoj je filmska redateljica Dana Budisavljević nekoliko godina snimala film Dnevnik Diane Budisavljević (prvi naziv je bio Dianina lista), koji je premijerno prikazan na Pulskom filmskom festivalu u četvrtak 18. srpnja 2019. godine. Film je proglašen najboljim filmom festivala, a dobio je i nagradu publike kao i nagrade za najbolju režiju, montažu i glazbu.

## Galerija
- Kuća Dianine obitelji Obexer u Inssbrucku
- Kuća Slaveks u kojoj su stanovali Diana i Julije Budisavljević, Trg kralja Petra Svačića 13, Zagreb
- Grobnica obitelji Obexer u Inssbrucku gdje je pokopana i Diana
- Ulica Diane Budisavljević, Beograd, Dedinje, 3. ožujka 2013.
- Ulica Diane Budisavljević, Prijedor, 14. kolovoza 2014.
- Knjiga Dianina lista iz 2017. godine
- Izložba Dianina djeca, Dom vojske Srbije, Beograd, od 15. svibnja - 14. lipnja 2018.

## Vanjske poveznice
- Dnevnik Diane Budisavljević 1941-1945.
- Sačuvala mi život i ime  Arhivirana inačica izvorne stranice od 12. travnja 2010. (Wayback Machine)
- Diana Budisavljević-požrtvovna humanitarka  Arhivirana inačica izvorne stranice od 4. ožujka 2016. (Wayback Machine)